# دنیسون (ایلینوی)
دنیسون (به انگلیسی: Dennison) یک منطقهٔ مسکونی در ایالات متحده آمریکا است که در ایلینوی واقع شده‌است.